# Pantherophis obsoletus
La culebra ratonera, serpiente negra o serpiente piloto (Pantherophis obsoletus) es una especie de reptil inofensivo de la familia Colubridae. Habita en el sur de Canadá, en Estados Unidos y en el norte de México.